# Jean Lannes
Jean Lannes, 1. hertug af Montebello, 1. fyrste af Siewierz (født 10. april 1769 i Lectoure, død 31. maj 1809 i Ebersdorf) var en fransk hærfører og en af Napoleons nærmeste venner. Han var fader til Louis Napoléon Lannes og Gustave Olivier Lannes de Montebello.
Lannes, der var søn af fattige forældre, blev soldat ved den franske revolution, deltog i et par felttog, avancerede meget hurtigt, så at han allerede 1795 var general; men ikke desto mindre blev han afskediget. 1796 indtrådte han atter i hæren som simpel soldat, kæmpede i Italien, hvor han snart fik lejlighed til at vise sine glimrende evner, blev knyttet til Napoleon Bonaparte og atter opnåede sin tidligere stilling. Han var med på toget til Ægypten, hvor han avancerede til divisionsgeneral, tog virksom del i begivenhederne 18. Brumaire og fulgte fra nu af Napoleon i samtlige felttog lige til sin død. Han forsøgte sig 1802-03 med held som gesandt i Lissabon og blev kejserlig marskal 1804. I de følgende krige førte han med fremragende tapperhed og dygtighed sit korps og udmærkede sig ganske særligt i slaget ved Austerlitz og slaget ved Jena og senere (1808) i Spanien. I kampen ved Essling og Aspern havde Lannes overkommandoen ved Essling, Masséna ved Aspern. Napoleon måtte trække sig tilbage og gik over på øen Lobau i Donau. Ved aftentid under slaget satte Lannes sig, for at komme til sig selv, da en kanonkugle ramte begge hans ben. Napoleons berømte læge, Dominique Jean Larrey, amputerede benet, men marskallen døde kort efter af sårfeber.
Napoleon satte stor pris på Lannes, der var en af de få, der turde sige kejseren sin mening. Lannes var en glimrende fører af sit korps på slagmarken, men fik på grund af sin tidlige død ikke lejlighed til at vise, om han kunne føre en større hær. Hans titel, hertug af Montebello, stammer fra krigen i Italien 1800, hvor han som avantgardefører slog østrigerne ved Montebello. Lannes' jordiske rester hviler i Panthéon i Paris.